# Contardo Ferrini
Contardo Ferrini (Milano, 4 aprile 1859 – Suna, 17 ottobre 1902) è stato un giurista italiano, venerato come beato dalla Chiesa cattolica.

## Biografia

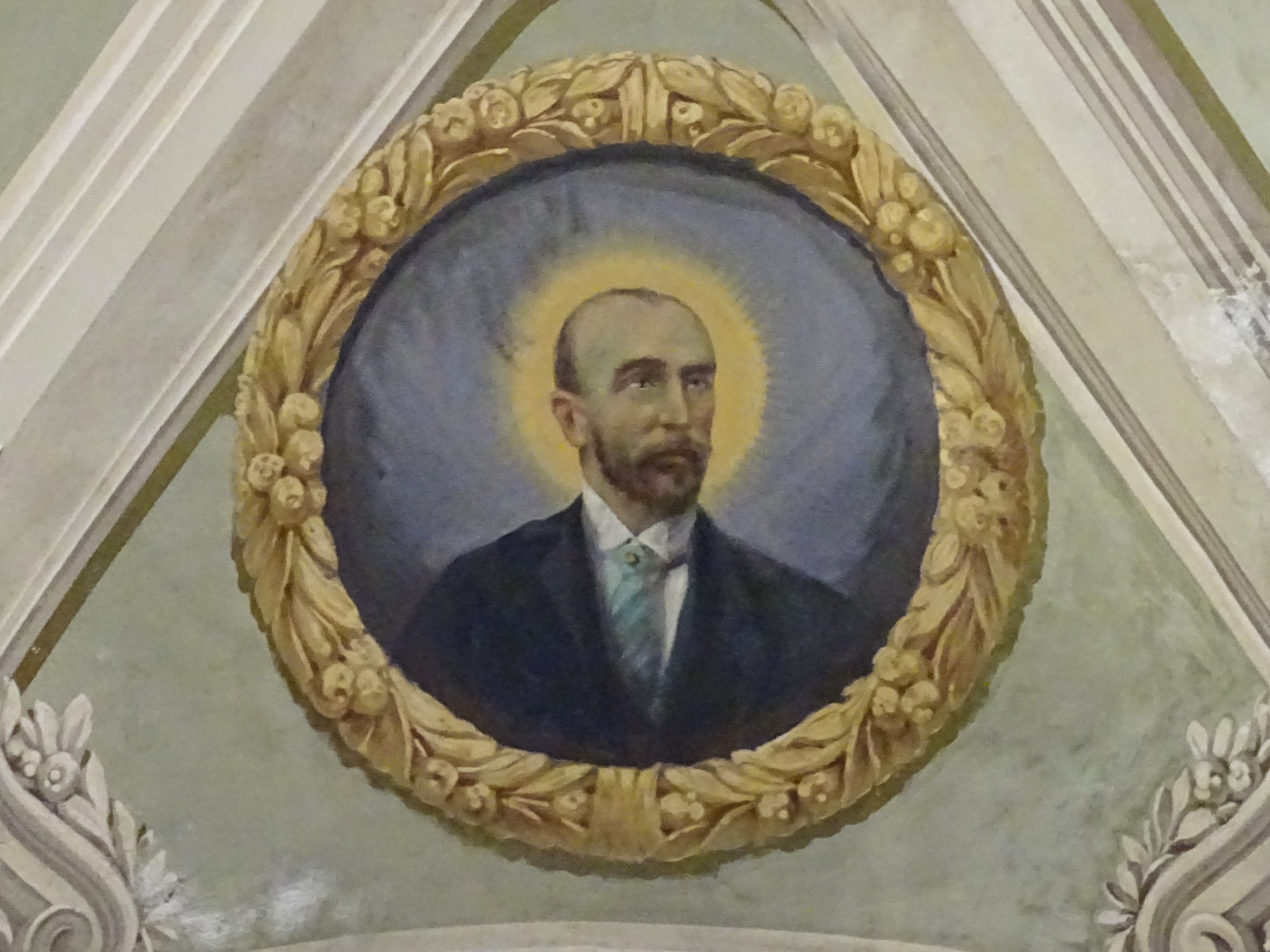
Affresco del beato nella chiesa di San Giuseppe di Pallanza, Verbania

Divenne uno dei più stimati cultori di diritto romano del suo tempo, la cui attività ha lasciato un'impronta anche sugli studi successivi. Fu professore in varie università, ma il suo nome è legato soprattutto all'Università degli Studi di Pavia, dove si laureò nel 1880. L'Almo Collegio Borromeo, di cui fu alunno e quindi docente dal 1894 alla morte, conserva ancora la sua illustre memoria. Curiosamente, a Pavia risiedette per un breve periodo a Palazzo Cornazzani, dove già aveva abitato Ugo Foscolo, e che fu poi occupato da Albert Einstein e Ada Negri. A Pavia fu allievo, e immediato successore nella cattedra di diritto romano, di Alessandro Nova (1819-1887), anch'egli proveniente dal Collegio Borromeo.
Frequentò due anni di perfezionamento a Berlino, poi tornò in Italia, insegnò diritto romano all'Università degli Studi di Messina ed ebbe come collega Vittorio Emanuele Orlando. Fu preside della facoltà giuridica di Modena.

In un'epoca in cui i docenti universitari erano perlopiù anticlericali, Contardo Ferrini fu legato alla Chiesa cattolica, esprimendo una sentita religiosità interiore e una aperta manifestazione del pensiero e delle opere caritative, segnando una svolta verso un Cristianesimo attento alle esigenze degli umili. Fu confratello della Conferenza di San Vincenzo e fu anche eletto consigliere comunale a Milano dal 1895 al 1898. Appartenne  al Terzo Ordine Francescano, professando la regola il 6 gennaio 1886 presso la chiesa francescana dell'Immacolata di Milano, poi Santuario di Sant'Antonio di Padova (Milano), come ricorda una lapide posta nella basilica in occasione della sua beatificazione e un dipinto presente nel refettorio dello stesso convento.

Il beato Contardo Ferrini in un dipinto nel convento francescano di Sant'Antonio di Padova a Milano

Morì a soli 43 anni di febbre tifoide nel 1902, mentre era in vacanza a Suna sul Lago Maggiore (oggi frazione di Verbania).
Fu tumulato a Suna, poi il suo corpo fu traslato nella cripta della cappella dell'Università Cattolica di Milano: fu riportato a Suna il cuore, dopo la beatificazione.
Tra le sue opere fondamentali, gli studi sulla Parafrasi greca delle Istituzioni di Teofilo.
A lui sono stati dedicati vari istituti scolastici, tra i quali la Scuola elementare statale "Contardo Ferrini" a Roma, situata in Via di Villa Chigi, un istituto tecnico di Verbania, a Pavia la SMS Contardo Ferrini (nel cui edificio è ospitato l'Istituto Cossa) e un cinema, il "Contardo Ferrini", a Caraglio in provincia di Cuneo, situato nella omonima via. Gli sono state intitolate numerose altre scuole in tutta Italia ed un complesso scolastico denominato "Istituto Comprensivo Beato Contardo Ferrini" che ha sede in Olgiate Olona (Varese) e che riunisce tre scuole primarie di secondo grado ed una scuola secondaria di primo grado.

## La beatificazione
L'Università Cattolica del Sacro Cuore di padre Agostino Gemelli considerò Contardo Ferrini un suo precursore e un maestro a cui ispirarsi. Promosse quindi la causa di canonizzazione, che portò papa Pio XII a proclamarlo beato il 13 aprile 1947. Partecipò alla celebrazione in San Pietro il cardinale di Milano Ildefonso Schuster, accompagnato a Roma da una delegazione di pellegrini, tra cui padre Agostino Gemelli, rappresentanti del corpo accademico dell'università Cattolica, il sindaco Antonio Greppi e membri della giunta comunale di Milano. In concomitanza con la celebrazione in San Pietro, alle 10.30 le campane di tutte le chiese di Milano suonarono a festa.

## Opere

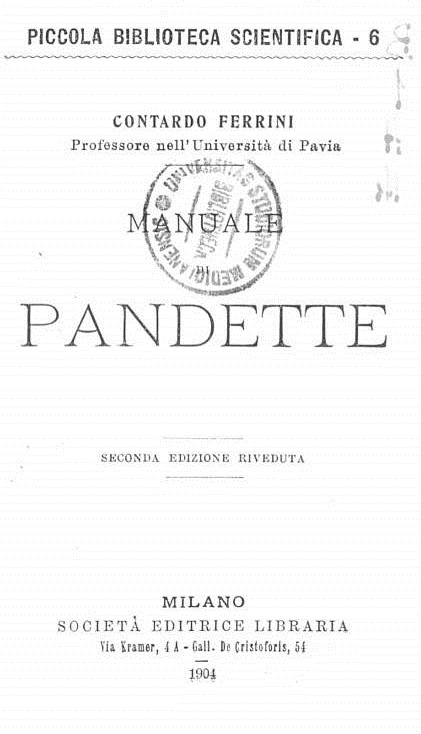
Manuale di Pandette, 1904

- Manuale di Pandette, seconda edizione riveduta, Milano, Società Editrice Libraria, 1904.
- Diritto penale romano. Teorie generali (Milano 1899)